# Вренешть (Фалештський район)
Вренешть (рум. Vrănești) — село у Фалештському районі Молдови. Входить до складу комуни, адміністративним центром якої є село Таксобень.

## Населення
За даними перепису населення 2004 року у селі проживали 36 осіб, усі — молдавани.